# (3653) Klimishin
(3653) Klimishin (1979 HF5) – planetoida z pasa głównego asteroid okrążająca Słońce w ciągu 3,35 lat w średniej odległości 2,24 au. Odkrył ją Nikołaj Czernych 25 kwietnia 1979 roku.